# 금파산업
금파산업(金坡産業)은 경기도 김포시의 마을버스 회사이고, 본사는 경기도 김포시 양촌읍 석모로5번길 33-7에 있다.
본래 선진그룹 버스사업부문의 계열사였으나 2008년에 보광교통에서 인수되면서 현재에 이르고 있다. 2015년 2월 초 금파운수(金坡運輸)에서 현재의 사명으로 변경되었다. 계열사로는 김포시 마을버스 업체인 고촌교통, 대진교통, 한강교통이 있다.

## 운행 노선
| 노선 번호 | 운행구간             | 운행구간 | 운행구간 | 경유지                                                                                              | 운행 횟수 | 배차 간격 (분) | 비고                                                                            |
| --------- | -------------------- | -------- | -------- | --------------------------------------------------------------------------------------------------- | --------- | -------------- | ------------------------------------------------------------------------------- |
| 10        | 김포1동 행정복지센터 | ↔        | 고촌중   | 축협, 김포경찰서, 김포고, 등기소, 시민회관 앞, 사우택지, 향산리, 장곡, 신곡리(신동), 상하수도사업소 | 30회      | 40             |                                                                                 |
| 52        | 감정동 센트럴헤센A   | ↔        | 길훈APT  | 신안실크밸리, 홈플러스.산림조합, 한국A, 산호A, 걸포북변역, 사우역.김포고, 사우고,김포시청,길훈A     | 120회     | 10             | 52 감정동~시청(길훈A) 52A 감정동~보건소 52B 감정동~김포고 52N 감정동~걸포북변역 |
| 57        | 구터미널             | ↔        | 구터미널 | 걸포동, 샘재마을, 일성트루웰, 지경, 대촌, 재촌, 장기동, 운양동, 걸포동, 걸포중앙공원                | 15회      | 60             | 김포고-김포보건소-금파중-구터미널:10시~16:30까지 7회운행                        |

## 과거 운행 노선

### 도시형버스
- ● 11번: 힐스테이트리버시티1단지정문 - 고촌고등학교 - 캐슬앤파밀리에시티1단지 - 보름초등학교 - 수기마을 - 아라대교 - 개화역광역환승센터 (2021년 6월 19일 신설, 2021년 12월 1일 폐선)
- ● 11-1번: 힐스테이트리버시티1단지정문 → 고촌고등학교 → 캐슬앤파밀리에시티1단지 → 보름초등학교 → 수기마을 → 아라대교 → 개화역광역환승센터 → 아라대교 → 고촌역 → 힐스테이트리버시티1단지정문 (2021년 9월 8일 신설, 2021년 12월 1일 폐선)

### 마을버스
- ● 55번: 사우단지(건영A) - 사우단지(삼보,진흥A) - 보건소 - 사우단지 - 원마트 - 시청 - 여성회관 - 칠성A - 김포고 - 김포중 - 우체국앞 - 구경찰서 - 주택은행 - 데이데이 앞 - 나진교 - 전원마을월드A - 지경 - 김포2동사무소 - 청송마을현대A - 장기지구 (선진운수로 이관.)
- ● 55-1번: 승가대(삼성A) - 홈플러스(풍무) - 길훈4차A - 사우고 - 원마트앞 - 등기소 - 김포여중 - 농장마을신안A - 김포제일고 - 한전앞 - 한일A - 나진교 - 수정마을쌍용A - 우남퍼스트빌 - 장기고 - 우미린 - 뉴고려병원 (선진운수로 이관.)

## 보유 차량
- 자일대우 BS090 뉴 로얄미디
- 현대 뉴 카운티
- 현대 그린시티